# 笛聲悠長 (2018年電視劇)
《笛聲悠長2018》（羅馬化：Pee Kaew Nang Hong）是一部由Maker J Group發行，湄堤·賈倫彭執導的年代愛情連續劇。由拉妮·坎彭、瓦凌通·班哈甘、素帕莎娜·他那差領銜主演，2018年10月31日起於Ch3Thailand首播。

## 劇情簡介
Pikul（拉妮·坎彭 飾）和Luang Rat（瓦凌通·班哈甘 飾）的愛情始於素攀，當時他救了溺水的她。Pikul在父親的管弦樂團中擔任長笛演奏家，他們的才華為他們贏得了Thun Chao Khun Pichai Decha（Luang Rat的父親）的支持與贊助，Pikul和她的家人也因此搬到Luang Rat家住。
階級地位成為他們愛情的最大阻礙，導致Pikul與Luang Rat這對鴛鴦離家出走、私奔。然而，他們的愛情是注定不會有結果的，因為Pikul從Than Jun那裡繼承了被詛咒的“響尾蛇”笛子。也因為Sarapee（素帕莎娜·他那差 飾）愛上了Luang Rat，並決心要擁有他，即使這意味著殺死Pikul的整個家庭和Luang Rat的母親。這一世以Pikul吹笛子將她的最後一口氣獻給了Luang Rat而結束，且誤會他背叛了她的愛，而Luang Rat則因單戀的怨恨而被Sarapee刺死。
在第二世，Pikul是一個充滿痛苦和復仇的靈魂，她等待那些傷害她的人得到他們因有的報應，尤其是Luang Rat。所有角色將如何償還他們的業力？一旦回憶起過去，Luang Rat和Pikul的愛情故事將如何結束？

## 演員陣容
註：以下部分内容参考自：
括號內的演員姓名為小名。

### 主要演員
- 拉妮·坎彭（Bella） 飾演 Pikun（第一世）／Rarin（第二世）
- 瓦凌通·班哈甘 飾演 Luang Rat（Khun Yot）（第一世）／Nirat／Willit
- 素帕莎娜·他那差（Kao） 飾演 Sarapee（第一世）／Nisa（第二世）
- 亞歷山大·倫德爾（英语：Alexander Rendell）（Alex） 飾演 Sin／Sinthorn
- 佩瑪·潘澤倫（Prim） 飾演 Euy／Apsorn

### 其他演员
- 娜塔莎·朱拉暖（Natty） 饰演 Khun Ying Duean／Sai Sangwan、Patsachon

## 劇集迴響

### 泰國電視收視
- 收視最低的集數以藍色表示，收視最高的集數以紅色表示，而空格則表示該集的收視沒有相關數據。

| 集數 No.   | 播放日期       | 播放時段 (UTC+07:00) | 平均收視率 | 來源  |
| ---------- | -------------- | -------------------- | ---------- | ----- |
| 1          | 2018年10月31日 | 星期三 20:20         | 3.21       | [ 5 ] |
| 2          | 2018年11月1日  | 星期四 20:20         | 2.79       | [ 5 ] |
| 3          | 2018年11月7日  | 星期三 20:20         | 2.53       | [ 5 ] |
| 4          | 2018年11月8日  | 星期四 20:20         | 2.60       | [ 5 ] |
| 5          | 2018年11月14日 | 星期三 20:20         | 3.00       | [ 5 ] |
| 6          | 2018年11月15日 | 星期四 20:20         | 2.90       | [ 5 ] |
| 7          | 2018年11月21日 | 星期三 20:20         | 2.91       | [ 5 ] |
| 8          | 2018年11月22日 | 星期四 20:20         | 2.40       | [ 5 ] |
| 9          | 2018年11月28日 | 星期三 20:20         | 3.10       | [ 5 ] |
| 10         | 2018年11月29日 | 星期四 20:20         | 2.70       | [ 5 ] |
| 11         | 2018年12月5日  | 星期三 20:20         | 3.20       | [ 5 ] |
| 12         | 2018年12月6日  | 星期四 20:20         | 3.70       | [ 5 ] |
| 平均收視率 | 平均收視率     | 平均收視率           | 2.92       | 1     |

^1  基於每集的平均觀眾份額。

## 外部鏈接
- Ch3Plus上的《笛聲悠長 （页面存档备份，存于）》（泰文）
- 豆瓣电影上《笛聲悠長》的資料 （简体中文）
- MyDramaList上的《笛聲悠長 （页面存档备份，存于）》（英文）